# Les Guêpes
Les Guêpes (en grec ancien Σφῆκες / Sphễkes) est une comédie grecque antique d'Aristophane, produite en 422 av. J.-C. aux Lénéennes d'Athènes, où elle obtient le deuxième prix. Il s'agit d'une satire de l'organisation judiciaire d'Athènes.
Racine s'est inspiré des Guêpes pour sa comédie Les Plaideurs (1669), en ne conservant de l'œuvre d'Aristophane que la satire de mœurs.

## Argument
Quatrième pièce conservée d'Aristophane, après Les Acharniens, Les Cavaliers et Les Nuées, Les Guêpes s'inscrivent dans le cadre de la longue lutte de l'auteur contre le démagogue Cléon. Cette fois-ci, la question de la paix passe au second plan ; c'est le fonctionnement de la démocratie athénienne qui est visé. En effet, Périclès a institué une indemnité journalière destinée à inciter les citoyens à participer aux tribunaux — car Athènes possède une justice populaire directe et collective. En 425 av. J.-C., trois ans avant les Guêpes, Cléon a porté cette allocation à trois oboles, attirant ainsi les citoyens âgés — qui deviennent de redoutables jurés professionnels — et accroissant sa popularité. En conséquence, nombre de citoyens se pressent dès l'aube devant les portes de l'Héliée, règlent rapidement les affaires en cours, perçoivent leur triobole et sortent libres de leur journée.

## Idée comique
Philocléon (Φιλοκλέων, « celui qui aime Cléon » ; « Chéricléon » dans la traduction de Victor-Henri Debidour) est atteint de tribunalite aiguë. Son fils, le jeune Bdélycléon (Βδελυκλέων, « celui qui exècre Cléon »; « Vomicléon » chez Debidour) cherche par tous les moyens à l'en guérir, mais épuise tous les recours de la  médecine sans y parvenir  : il doit se résoudre à enfermer le vieil homme dans sa maison. Pour le calmer, Bdélycléon lui fait juger un chien, accusé de vol  : c'est en fait, à mot couvert, un procès intenté par Cléon contre le général modéré Lachès qui est mis en scène.

## Résumé
- Prologue : deux esclaves surveillent la maison de Philocléon pour empêcher qu'il ne s'échappe. Celui-ci tente divers stratagèmes, qui échouent.
- Parodos et joute : le chœur des jurés, déguisés en guêpes, vient à la rescousse de Philocléon mais Bdélycléon intervient à temps. S'ensuit une joute entre le père et le fils, au terme de laquelle le fils est déclaré vainqueur par le chœur. Philocléon se voit offrir de juger un chien pour vol.
- Parabase : Aristophane reproche aux Athéniens de ne pas le suivre dans sa lutte contre Cléon. Le chœur explique le sens de son déguisement : tels des guêpes, les jurés assaillent de leur aiguillon leurs victimes, les accusés.
- Épisodes et triomphe : après une dispute, Philocléon accepte l'offre de son fils de prendre part à un banquet. Il en revient éméché et avec une prostituée au bras, guéri de sa "tribunalite" .

## Postérité
Le compositeur britannique Ralph Vaughan Williams en a fait une musique de scène en 1909, The Wasps.